# Alyth
Alyth är en ort i Storbritannien.   Den ligger i kommunen Perth and Kinross och riksdelen Skottland, i den norra delen av landet, 600 km norr om huvudstaden London. Alyth ligger 99 meter över havet och antalet invånare är 2 354.
Terrängen runt Alyth är kuperad norrut, men söderut är den platt.Runt Alyth är det ganska glesbefolkat, med 28 invånare per kvadratkilometer. Närmaste större samhälle är Blairgowrie, 7,5 km sydväst om Alyth. Trakten runt Alyth består till största delen av jordbruksmark.